# Mistrzostwa Polski w Narciarstwie Alpejskim 2014
Mistrzostwa Polski w Narciarstwie Alpejskim 2014, właśc. Międzynarodowe Mistrzostwa Polski w Narciarstwie Alpejskim 2014 – 81. edycja mistrzostw Polski, która odbyła się w międzynarodowej obsadzie się na słowackim Chopoku w Jasnej w dniach 20–21 marca 2014.
Pierwotnie zawody miały zostać przeprowadzone w dniach 6–7 marca 2014 w Szczyrku, jednak odwołano je z powodu niekorzystnych warunków pogodowych (przede wszystkim mgły), podobnie jak w dniach 12–14 marca 2014.

## Medaliści

### Mężczyźni
| Konkurencja   | Złoto                                 | Wynik   | Srebro                            | Wynik   | Brąz                                | Wynik   |
| ------------- | ------------------------------------- | ------- | --------------------------------- | ------- | ----------------------------------- | ------- |
| Slalom gigant | Jakub Kłusak AZS Zakopane             | 2:13,01 | Maciej Bydliński AZS-AWF Katowice | 2:13,91 | Jakub Ilewicz AZS-AWF Katowice      | 2:14,18 |
| Slalom        | Michał Jasiczek SNA Ski Team Zakopane | 1:43,37 | Maciej Bydliński AZS-AWF Katowice | 1:43,95 | Jakub Kłusak AZS Zakopane           | 1:46,01 |
| Kombinacja    | Maciej Bydliński AZS-AWF Katowice     | 3:57,86 | Jakub Kłusak AZS Zakopane         | 3:59,02 | Mateusz Garniewicz Malta-Ski Poznań | 3:64,53 |

### Kobiety
| Konkurencja   | Złoto                                         | Wynik   | Srebro                               | Wynik   | Brąz                                  | Wynik   |
| ------------- | --------------------------------------------- | ------- | ------------------------------------ | ------- | ------------------------------------- | ------- |
| Slalom gigant | Agnieszka Gąsienica-Gładczan AZS-AWF Katowice | 2:16,26 | Sabina Majerczyk LKS Poroniec        | 2:16,81 | Maryna Gąsienica-Daniel Śmig Zakopane | 2:17,86 |
| Slalom        | Agnieszka Gąsienica-Gładczan AZS-AWF Katowice | 1:48,87 | Karolina Chrapek AZS-AWF Katowice    | 1:50,12 | Katarzyna Wąsek SRS Czantoria Ustroń  | 1:51,61 |
| Kombinacja    | Agnieszka Gąsienica-Gładczan AZS-AWF Katowice | 3:65,13 | Katarzyna Wąsek SRS Czantoria Ustroń | 3:72,78 | Magdalena Kłusak AZS Zakopane         | 3:78,95 |